# 丽江铁杉
丽江铁杉（学名：Tsuga forrestii）为松科铁杉属下的一个种。

## 扩展阅读
- 图片